# Lorraine Open 1987
Il Lorraine Open 1987 è stato un torneo di tennis giocato sul sintetico indoor. Si è giocato a Nancy in Francia. È stata la 9ª edizione del torneo, che fa parte del Nabisco Grand Prix 1987. Il torneo si è giocato dal 23 al 29 febbraio 1987.

## Campioni

### Singolare maschile
Pat Cash ha battuto in finale  Wally Masur con il punteggio di 6–2, 6–3

### Doppio maschile
Ramesh Krishnan /  Claudio Mezzadri hanno battuto in finale  Grant Connell /  Scott Davis con il punteggio di 6–4, 6–4